# Rudolf von Kittlitz
Friedrich Alexander Rudolf Freiherr von Kittlitz (* 2. April 1817 in Posen; † 11. Dezember 1882 in Hirschberg (Schlesien)) war ein preußischer Generalmajor und Kommandeur der 19. Infanterie-Brigade.

## Leben

### Herkunft
Rudolf war ein Sohn des preußischen Oberst a. D. Friedrich von Kittlitz (1788–1849) und dessen Ehefrau Karoline, geborene Buchwald (1796–1862).

### Militärkarriere
Nach dem Besuch der Gymnasien in Lauban und Schweidnitz trat Kittlitz am 21. Juni 1833 als Musketier in das 7. Infanterie-Regiment der Preußischen Armee. Er avancierte bis Mitte März 1839 zum Sekondeleutnant und wurde ab Oktober 1842 auf ein Jahr zum 5. kombinierten Reserve-Bataillon kommandiert. Während des Polnischen Aufstandes in der Provinz Posen nahm er 1848 am Gefecht bei Chludowo teil. Am 30. Juli 1850 erfolgte seine Kommandierung als Kompanieführer beim II. Bataillon im 10. Landwehr-Regiment nach Oels und ab Anfang Februar 1851 in gleicher Eigenschaft im 7. Landwehr-Regiment. Bis Anfang Februar 1856 stieg Kittlitz zum Hauptmann auf und am 9. September 1858 wurde er zum Kompaniechef in seinem Stammregiment ernannt. Unter Beförderung zum Major erfolgte am 14. August 1865 seine Versetzung in das 7. Brandenburgische Infanterie-Regiment Nr. 60. Als Kommandeur des II. Bataillons nahm er während des Krieges gegen Österreich 1866 an der Schlacht bei Königgrätz teil.
Am 22. März 1868 stieg Kittlitz zum Oberstleutnant auf und erhielt am 20. September 1870 für die Dauer der Mobilmachung anlässlich des Krieges gegen Frankreich das Kommando über das Schleswigsche Infanterie-Regiment Nr. 84. Er führte sein Regiment bei Gravelotte, Orleans, Beaugency Montlivault, Chambord, Vienne, Épuisay und Le Mans sowie vor Metz. Ausgezeichnet mit beiden Klassen des Eisernen Kreuzes wurde Kittlitz am 20. Juni 1871 für das Friedensverhältnis zum Regimentskommandeur ernannt und am 18. August 1871 zum Oberst befördert. Unter Stellung à la suite seines Regiments versetzte man ihn am 11. März 1876 als Kommandeur der 19. Infanterie-Brigade nach Posen und beförderte ihn am 22. März 1876 zum Generalmajor. Am 13. Mai 1877 wurde Kittlitz mit Pension zur Disposition gestellt und im Januar 1878 anlässlich des Ordensfestes mit dem Roten Adlerorden II. Klasse mit Eichenlaub ausgezeichnet. Er starb am 11. Dezember 1882 in Hirschberg.
Sein Regimentskommandeur Oberst von Plonski schrieb 1856 in seiner Beurteilung: „Besitzt einen entschlossenen Charakter, ist praktisch und umsichtig und findet sich schnell in und außer Dienst in jedes Verhältnis. Tätig und eifrig im Dienst hat er sich in jeder Hinsicht bewährt und sich die Zuneigung und das Vertrauen seiner Untergebenen erworben.“

### Familie
Kittlitz heiratete am 17. November 1856 in Hirschberg Laura Peiper (1827–1881), die Tochter des Archidiakons und Seniors an der Evangelischen Gnadenkirche in Hirschberg Carl Rudolf Samuel Peiper. Aus der Ehe ging die Tochter Anna (* 1859) hervor.